# Lista siturilor arheologice din județul Mureș - Z
Lista siturilor arheologice din județul Mureș - Z conține toate siturile arheologice din județul Mureș înscrise în Repertoriul Arheologic Național (RAN) și aflate în localități al căror nume începe cu litera Z. RAN este administrat de Ministerul Culturii și Patrimoniului Național și cuprinde date științifice, cartografice, topografice, imagini și planuri, precum și orice alte informații privitoare la zonele cu potențial arheologic, studiate sau nu, încă existente sau dispărute.
Puteți căuta un sit din localitățile care încep cu litera Z folosind formularul de mai jos sau puteți naviga prin toate siturile din județ la Lista siturilor arheologice din județul Mureș.
| Cod RAN                                | Denumire | Localitate                              | Adresă       | Datare                                    | Descoperit | Coordonate                                    | Imagine           | Erori            |
| -------------------------------------- | --- | --------------------------------------- | ------------ | ----------------------------------------- | ---------- | --------------------------------------------- | ----------------- | ---------------- |
| 120389.01.01 (Cod LMI: MS-I-s-B-15449) | Situl arheologic de la Zau de Câmpie - "Între pâraie" / ansamblu anonim (Categorie: locuire civilă) (Tip: Așezare)                   | sat Zau de Câmpie, comuna Zau de Câmpie | Între pâraie | sec. II - III d.Hr.                       |            | 46°38′01″N 24°08′56″E / 46.63361°N 24.14889°E | Încărcați imagine | Raportați eroare |
| 120389.01.02 (Cod LMI: MS-I-s-B-15449) | Situl arheologic de la Zau de Câmpie - "Între pâraie" / ansamblu anonim (Categorie: locuire civilă) (Tip: Așezare)                   | sat Zau de Câmpie, comuna Zau de Câmpie | Între pâraie | sec. VI - VII                             |            | 46°38′01″N 24°08′56″E / 46.63361°N 24.14889°E | Încărcați imagine | Raportați eroare |
| 120389.02.01                           | Așezarea eneolitică de la Zau de Câmpie - "La Bufet" / ansamblu anonim (Categorie: locuire civilă) (Tip: Așezare)                    | sat Zau de Câmpie, comuna Zau de Câmpie | La Bufet     | Cluj - Cheile Turzii - Lumea Nouă - Iclod |            |                                               | Încărcați imagine | Raportați eroare |
| 120389.03.01                           | Așezarea și necropola de la Zau de Câmpie - "La Grădiniță" / ansamblu anonim (Categorie: locuire civilă) (Tip: așezare și necropolă) | sat Zau de Câmpie, comuna Zau de Câmpie | La Grădiniță | Cluj - Cheile Turzii - Lumea Nouă - Iclod |            |                                               | Încărcați imagine | Raportați eroare |
| 120389.03.02                           | Așezarea și necropola de la Zau de Câmpie - "La Grădiniță" / ansamblu anonim (Categorie: locuire civilă) (Tip: așezare și necropolă) | sat Zau de Câmpie, comuna Zau de Câmpie | La Grădiniță | Petrești                                  |            |                                               | Încărcați imagine | Raportați eroare |
| 120389.03.03                           | Așezarea și necropola de la Zau de Câmpie - "La Grădiniță" / ansamblu anonim (Categorie: locuire civilă) (Tip: așezare și necropolă) | sat Zau de Câmpie, comuna Zau de Câmpie | La Grădiniță | Precucuteni                               |            |                                               | Încărcați imagine | Raportați eroare |
| 120389.04.01                           | Așezarea neolitică de la Zau de Câmpie - "Bârsana" / ansamblu anonim (Categorie: locuire civilă) (Tip: Așezare)                      | sat Zau de Câmpie, comuna Zau de Câmpie | Bârsana      | Turdaș                                    |            |                                               | Încărcați imagine | Raportați eroare |
| 120389.05.01                           | Așezarea de la Zau de Câmpie - "La Criptă" / ansamblu anonim (Categorie: locuire civilă) (Tip: Așezare)                              | sat Zau de Câmpie, comuna Zau de Câmpie | La Criptă    | Turdaș                                    |            |                                               | Încărcați imagine | Raportați eroare |
| 120389.06.01                           | Situl arheologic de la Zau de Câmpie / ansamblu anonim (Categorie: locuire civilă) (Tip: Așezare)                                    | sat Zau de Câmpie, comuna Zau de Câmpie |              | Turdaș                                    |            |                                               | Încărcați imagine | Raportați eroare |
| 120389.06.02                           | Situl arheologic de la Zau de Câmpie / ansamblu anonim (Categorie: locuire civilă) (Tip: Așezare)                                    | sat Zau de Câmpie, comuna Zau de Câmpie |              | Petrești                                  |            |                                               | Încărcați imagine | Raportați eroare |